# Agustín Sufi
Agustín Emiliano Sufi (Monterrico, 26 gennaio 1995) è un calciatore argentino, attaccante dell'Altos Hornos Zapla.

## Caratteristiche tecniche
È un centravanti.

## Carriera
Con il Gimnasia (J) ha disputato oltre 70 partite in Primera B Nacional.